# Ipanema
Ipanema (kiejtés: IPA: [ipanẽmɐ]) városrész Rio de Janeiro déli zónájában. Állandó lakossága közel 50 ezer fő.
Híres strandja kedvelt találkozóhelye a riói aranyifjúságnak és Copacabana strandja mellett a legismertebb. A partot követő Avenida Vieira Souto mentén található ingatlanok Dél-Amerika legdrágábbjai között vannak.
Vásárlóutcája a Rua Visconde de Pirajá.
Városképe a Rio de Janeiro kultúrtája néven a UNESCO világörökségének része.